# Tomossíntese

Tomossíntese de um pulmão com aspergilose pulmonar.

Tomossíntese é um método para obtenção de tomografia de ângulo limitado com níveis de radiação compatíveis com a radiografia convencional.